# Thomas Mikkelsen (fodboldspiller, født 1983)
 Der er flere personer med dette navn, se Thomas Mikkelsen.
Thomas Mikkelsen (født 27. august 1983) er en dansk fodboldspiller, der er målmand for Brøndby IF.

## Klubkarriere

### FC Vestsjælland
Han var en af de store profiler i FC Vestsjælland, han var en af grundene til, at de holdt sig oppe i superligaen i sæsonen 13/14. Næste sæson rykkede FC Vestsjælland dog ned og lidt efter gik de konkurs.

### FC Fredericia
Herefter fik han kontrakt med FC Fredericia, hvor han var førstemålmand i et år.

### OB
I slutningen af marts 2017 offentliggjorde Mikkelsen selv, at han fra sommeren 2017 ville være en af målmandstruppen i Odense Boldklub. Han var som udgangspunkt tildelt en position som reservemålmand, hvor han skulle presse Sten Grytebust.

### Lyngby
Den 1. september kunne Lyngby Boldklub annoncere, at klubben lejede Thomas Mikkelsen frem til slutningen af 2018. I starten af 2019 blev aftalen med Lyngby gjort permanent, da Mikkelsen skrev under på en kontrakt gældende frem til sommeren 2020. I august 2020 forlængede han sin kontrakt med Lyngby Boldklub frem til sommeren 2021.

### Brøndby
Den 19. juni 2021 kunne Brøndby IF annoncere, at man havde hentet Mikkelsen på en fri transfer.
Som backup for Mads Hermansen.
Mikkelsen fik sin Brøndby debut den 23. september i 8-1 sejr over Allerød i DBU Pokalen.
Den 17. oktober, grundet en skade til Hermansen fik Mikkelsen sin Superliga debut for Brøndby i en 3-2 sejr over Vejle på Brøndby Stadion.
Fire dage efter den 21. oktober, fik Mikkelsen sin europæiske debut i en alder af 38 år.
Brøndby mødte Glasgow Rangers i en Europa League-gruppekamp hvor Brøndby tabte 2-0 på Ibrox Stadium.
| Citat | Europæisk debut for en mand i min alder – og det må jeg godt sige. Jeg havde ikke lige regnet med at skulle spille sådanne kampe, men det var derfor, jeg kom til Brøndby IF i sommer. Det var håbet om at komme til at det , sagde Thomas Mikkelsen inden kampen til Brøndbys hjemmeside. | Citat |
|       | |       |